# Varanus gouldii
Il varano di Gould (Varanus gouldii Gray, 1838) è una grossa specie australiana della famiglia dei Varanidi. È noto anche come varano delle sabbie, nome con il quale vengono però indicate anche altre specie di varano, o varano corridore. In alcune lingue aborigene viene chiamato bungarra, un termine usato comunemente anche dagli abitanti non aborigeni dell'Australia Occidentale.

## Tassonomia
Il varano di Gould viene comunemente suddiviso in due sottospecie:
- V. g. gouldii Gray, 1838;
- V. g. flavirufus Mertens, 1957.

## Descrizione
Il varano di Gould può raggiungere i 140 cm di lunghezza e i 6 kg di peso. La colorazione del dorso varia tra il giallo chiaro e il nero, con numerose macchie chiare e scure che tendono a formare fasce sottili irregolari. Talvolta queste macchie sono color crema o giallo con una chiazza centrale nera. Le zampe sono ricoperte da piccole macchie bianche, crema o gialle. Il ventre è bianco, ricoperto di macchie.

## Distribuzione e habitat
L'areale del varano di Gould si estende su quasi tutto il continente australiano. La specie è assente soltanto dalle aree sud-occidentali e sud-orientali, dove viene rimpiazzata da un suo stretto parente, il varano di Rosenberg, e dalla penisola di Capo York. Vive inoltre su alcune isole al largo della costa settentrionale. La sottospecie gouldii si incontra nelle zone boscose aperte e nelle praterie dell'Australia settentrionale e orientale, mentre la flavirufus risiede nelle aride regioni dell'interno. Il varano di Gould è una creatura terrestre che scava grandi gallerie in cui trova rifugio. Altri luoghi in cui si ripara sono scarpate rocciose e alberi cavi.

## Biologia
Il varano di Gould percorre incessantemente il suo territorio alla ricerca di cibo. È un animale diurno che cattura e divora qualsiasi creatura più piccola. La dieta dei piccoli e degli esemplari giovani è costituita quasi esclusivamente da insetti e piccole lucertole, ma si fa più varia con l'età. Gli adulti catturano topi, grossi insetti, piccoli agamidi e gechi, varani più piccoli (come varani delle rocce e altre specie del sottogenere Odatria), serpenti e carogne.
Quando è minacciato da un nemico o deve affrontare un rivale, il varano di Gould si alza sulle zampe chiaramente in posizione aggressiva. Presente in vari habitat, dai boschi costieri ai deserti sabbiosi, è uno dei varani più comuni dell'Australia, capace, su brevi distanze, di correre più veloce dell'uomo.
Depone le uova all'interno dei termitai, per proteggerle dai rigori del clima del deserto.